# 山东广播电视台综艺频道
山东广播电视台综艺频道，通称山东电视综艺频道或山东电视台综艺频道，简称山东综艺频道或山东综艺，山东广播电视台旗下电视频道之一，1995年7月1日开播的一个以娱乐节目为主的专业频道。

## 历史
- 1995年7月1日，综艺频道开播。
- 2009年改版，推出《快乐向前冲》、《超级运动会》等挑战运动节目，对《喜剧学院》、《综艺满天星》等经典栏目进行升级。[2]
- 2010年，推出《我是大明星》节目。[2]
- 2011年，推出《偶像诞生》节目。[2]
- 2012年，开播《百万唱将》、《综艺星播报》、《唱响山东》、《龙的传人》、《镭战天下》、《精武英雄》等栏目。[2]
- 2018年3月21日，综艺频道画面比例改为16:9。
- 2018年12月12日，综艺频道正式开始高标清同播。